# ジュニオ ブレイン トラスト
ジュニオ ブレイン トラスト株式会社（英: Junio Brain Trust Co. Ltd.）は、かつて存在した日本の企業。

## 沿革
香西隆男、永樹凡人、小泉謙三、我妻宏の4人のアニメーターが東映動画を退社して、1964年にハテナプロを設立。テレビアニメ『魔法使いサリー』などの下請けをやっていたが、1969年に解散。村田耕一と小松原一男のOH!プロダクション、我妻と小泉のスタジオメイツ、永樹のスタジオジョークなど5つから6つのスタジオに分裂した。
そのうちの一つが、香西が1969年に設立した「有限会社スタジオジュニオ（以下ジュニオ）」である。ハテナプロからは今沢哲男らがジュニオへ参加し、1972年にはスタジオメイツから我妻が移籍。同社はハテナプロに引き続き、東映動画や東京ムービーのテレビシリーズの外注の仕事を主にこなした。
1980年代には、東京ムービー作品は香西や今沢哲男らが中心となって『ムーの白鯨』『太陽の使者 鉄人28号』『新巨人の星』『おはよう!スパンク』などを、東映動画やグループ・タックの作品へは主に岡崎稔や前田実らが中心となって『Dr.スランプ アラレちゃん』『ドラゴンボール』『タッチ』などを担当した。1ヶ月の受注数は約20作品、120人のスタッフを抱える制作会社となった。積極的なスタッフ採用は、元請けでないことから発言力を持ちたいとする香西の意図があったという。
1990年代に入ると、東京ムービー出身の片山哲生が興したアニメ製作会社「イメージケイ」の仕事を新たな受注先とし、同社製作のアニメを中心に事実上の元請けへ参入。NHK教育テレビ『天才てれびくん』枠内のアニメなど、NHKでの仕事を中心とした自社制作を進めて順調な発展をしているかに見えた。
ところが1990年代後半から制作スケジュールが破綻するようになり、NHK衛星第2放送で1997年4月から放映が始まったイメージケイ製作のアニメ『白鯨伝説』は制作スケジュールが破綻し、違約金の支払いで元請けのイメージケイは倒産、同年10月末には遂に放送中断となった。同じく片山の発注でジュニオが制作した『天てれ』枠内アニメ『救命戦士ナノセイバー』こそ1998年1月に何とか完結させたものの、このイメージケイの倒産劇によってジュニオも被害を受けたとされる。
その苦境の最中での仕事がアニメ映画『ガンドレス』だった。アニメ制作会社サンクチュアリが製作委員会から4億円で請け負い、ジュニオに対して制作費2億円弱で発注。しかしジュニオは1999年3月の公開に間に合わせることが出来ず、製作委員会は当初の公開日である3月20日、未完成状態のまま、日活を配給元に全国の東映系劇場42館で公開を強行。新聞の社会面で報道される不祥事となった。『ガンドレス』を作品として完成させるにはさらに1億円の費用がかかったとされ、この件で東映は日活に、日活はサンクチュアリに、サンクチュアリはジュニオへそれぞれ損害賠償請求を行い、結果としてジュニオは一旦活動を停止した。この頃に前後して香西はスタッフをジュニオからどんどん独立させて、失敗の責任をあえて自分1人が負う形にしたという。
その後、2000年頃に商号を「ジュニオ ブレイン トラスト株式会社」に変更、合わせて株式会社に改組して活動を再開。以後は1979年頃から香西が制作していた教育アニメを中心に制作していたが、2004年の『雲の学校』を最後に実制作から撤退した。
2021年現在、同名の法人は登記されておらず、活動は確認されていない。版権管理事業を続けながら、香西が新作アニメ企画の実現を模索していたが、諸事情で叶わなかった。

## 作品履歴

### テレビアニメ
| 開始年 | 放送期間         | タイトル                         | 監督           | アニメーション プロデューサー | 原作              | 共同制作     |
| ------ | ---------------- | -------------------------------- | -------------- | ----------------------------- | ----------------- | ------------ |
| 1988年 | 4月 - 1990年3月  | ポンキッキ めいさくわーるど      | N/A            | N/A                           | 番組              |              |
| 1991年 | 1月 - 1992年4月  | おばけのホーリー                 | 岡崎稔         | N/A                           | 児童書            |              |
| 1993年 | 4月 - 1994年1月  | 恐竜惑星                         | 古川政美       | 片山哲生                      | オリジナル        | イメージケイ |
| 1993年 | 2月 - 3月        | みんなのうた（おばけといっしょ） | N/A            | N/A                           | 番組              | イメージケイ |
| 1994年 | 4月 - 1995年1月  | ジーンダイバー                   | 古川政美       | 片山哲生                      | オリジナル        | イメージケイ |
| 1994年 | 4月 - 1995年4月  | モンタナ・ジョーンズ             | 今沢哲男       | N/A                           | オリジナル        |              |
| 1995年 | 4月 - 1996年1月  | アリス探偵局                     | 古川政美       | 片山哲生                      | オリジナル        | イメージケイ |
| 1995年 | 10月 - 1996年3月 | NOOBOW                           | 神戸守         | N/A                           | 製菓              |              |
| 1996年 | 4月 - 1997年1月  | アリス探偵局（第2期）            | 古川政美       | 片山哲生                      | オリジナル        | イメージケイ |
| 1996年 | 8月 - 11月       | はりもぐハーリー                 | 神戸守         | N/A                           | オリジナル        | イメージケイ |
| 1996年 | 10月 - 1997年3月 | セイバーマリオネットJ            | 下田正美       | 早川光相 春田克典             | メディア ミックス |              |
| 1997年 | 4月 - 6月        | はりもぐハーリー（第2期）        | 佐山聖子       | N/A                           | オリジナル        | イメージケイ |
| 1997年 | 4月 - 10月       | 白鯨伝説（第1話 - 第18話）       | 出崎統         | 片山哲生                      | 小説              |              |
| 1997年 | 4月 - 1998年1月  | 救命戦士ナノセイバー             | 古川政美（総） | 片山哲生                      | オリジナル        | イメージケイ |

### 劇場アニメ
| 公開年 | タイトル                          | 監督              | 原作       | 共同制作                              |
| ------ | --------------------------------- | ----------------- | ---------- | ------------------------------------- |
| 1984年 | 少年ケニヤ                        | 大林宣彦 今沢哲男 | 絵物語     | 角川春樹事務所 東映動画               |
| 1985年 | 雪国の王子さま                    | 勝間田具治        | 小説       |                                       |
| 1990年 | タイコンデロンガのいる海          | 日巻裕二          | 絵本       |                                       |
| 1993年 | おばけ煙突のうた                  | 大澤豊            | オリジナル |                                       |
| 1995年 | マクロス7 銀河がオレを呼んでいる! | アミノテツロー    | オリジナル | 葦プロダクション ハルフィルムメーカー |

### OVA
| 発売年 | タイトル                                      | 監督       | 原作       | 共同制作           |
| ------ | --------------------------------------------- | ---------- | ---------- | ------------------ |
| 1986年 | くもりのち晴れ                                | 神戸守     | オリジナル |                    |
| 1986年 | 100ばんめのサル                               | N/A        | オリジナル |                    |
| 1987年 | ぷッつんメイクLOVE                            | 岡崎稔     | オリジナル |                    |
| 1988年 | マドンナ 炎のティーチャー                     | 永丘昭典   | 漫画       |                    |
| 1989年 | マドンナ2 愛と青春のキック・オフ              | 永丘昭典   | 漫画       |                    |
| 1989年 | アマダアニメシリーズ スーパーマリオブラザーズ | N/A        | ゲーム     |                    |
| 1991年 | 忍者龍剣伝                                    | 神戸守     | ゲーム     |                    |
| 1992年 | 太平洋にかける虹                              | 明比正行   | 絵本       |                    |
| 1993年 | MINKY MOMO IN 夢にかける橋                    | 湯山邦彦   | オリジナル |                    |
| 1994年 | 七都市物語                                    | 神戸守     | 小説       | アニメイトフィルム |
| 1995年 | 3×3 EYES 〜聖魔伝説〜                         | 竹之内和久 | 漫画       |                    |
| 1997年 | むくはとじゅうの名犬物語                      | N/A        | オリジナル |                    |

### 下請け参加

#### 東映動画作品
- ミクロイドS
- 魔女っ子メグちゃん
- グレートマジンガー
- 一休さん
- Gu-Guガンモ
- マシンハヤブサ
- ストップ!! ひばりくん!
- マジンガーZ
- さるとびエッちゃん
- バビル2世
- 魔法使いチャッピー
- Dr.スランプ アラレちゃん
- ドラゴンボール
- ドラゴンボールZ
- ミラクル少女リミットちゃん
- 魔女っ子メグちゃん
- 剣之介さま
- 忍者ハヤテ ※ゲーム用アニメーション制作。
- タイムギャル ※ゲーム用アニメーション制作。
- ソニック・ザ・ヘッジホッグCD ※OP・EDアニメーション制作。

#### 東京ムービー作品
- ムーの白鯨
- 新・巨人の星
- 新・巨人の星II
- はじめ人間ギャートルズ
- 太陽の使者 鉄人28号
- おはよう!スパンク
- 柔道讃歌
- サッカーフィーバー
- ルパン三世 (TV第1シリーズ)
- Bugってハニー
- 新・エースをねらえ!
- 荒野の少年イサム
- とんでモン・ペ
- それいけ!アンパンマン

#### マッドハウス作品
- D・N・A² 〜何処かで失くしたあいつのアイツ〜
- サイコダイバー 魔性菩薩
- TRIGUN
- MASTERキートン
- Bビーダマン爆外伝V
- スーパードール★リカちゃん
- 火聖旅団 ダナサイト999.9
- 不思議の国の美幸ちゃん

#### グループ・タック作品
- ナイン
- タッチ
- 陽あたり良好!
- TAMA&FRIENDS 3丁目物語
- 3丁目のタマ うちのタマ知りませんか?
- ストリートファイターII V
- ぼのぼの

#### DIC及びK.K.C&D作品
- アニメ ゴーストバスターズ
- ホワッツマイケル
- パラソルヘンべえ

#### その他
- ドラえもん (1979年のテレビアニメ)
- アニメ80日間世界一周
- チロリン村物語（キャラクターデザイン/動画協力）
- はだしのゲン2（劇場映画、動画協力）
- たのしい算数
- 新・キューティーハニー（OVA、東映ビデオ）
- バケツでごはん（動画協力）

## 主な在籍者
- 香西隆男
- 岡崎稔
- 前田実
- 鈴木欽一郎
- 今沢哲男
- 端名貴勇
- 井上俊之
- 梶島正樹
- 神戸守

- 佐藤正樹
- 堀内修
- 松田勝巳
- 前田勝己
- 熊谷哲矢
- 小島正幸
- 古川政美
- 関田修
- 追崎史敏

- 永丘昭典
- 江口寿志
- 岩井優器
- 渡辺武文
- 早川光相
- 西山里枝
- 今沢恵子
- 荒牧園美

## 同社スタッフ・OBが独立・起業した会社

### 現在
- SynergySP（旧・シナジージャパン） - 岡崎稔が、我妻宏・前田実と共に独立して1998年に設立。日本アニメディア作品の制作協力を中心に活動。その後、小学館プロダクションの資本参加により商号変更。2021年現在はシンエイ動画の子会社。

### 過去
- スタジオ伽藍 - OBの早川光相が、当時在籍していた神戸守らと共に1997年に設立。『カードキャプターさくら』などをグロス請け。2010年代前半に活動停止。
- スタジオフラッグ - 制作デスクの早坂哲也が1999年に設立。主に他社からのグロス請けを中心に活動。2008年頃活動停止。
- オフィスていくおふ - 制作デスクの渡邉武文が1999年に設立。主に他社からのグロス請けや成人向けアニメを中心に活動。2019年に破産手続き開始。